# Juan de Sahagún (halconero)
Juan de Sahagún fue el halconero de Juan II de Castilla, autor del tratado Libro de cetrería en el siglo XV.

## Biografía
No se dispone de suficientes datos biográficos de Juan de Sahagún. La poca información la proporciona su obra y las fuentes de otros autores. Su nombre completo era Iohan de Sant Fagún, parece ser que era vallisoletano y tenía como cargo halconero del rey Juan II de Castilla. El rey le concedió importantes distinciones, lo que le causó la envidia de los nobles. Fue conde de Ledesma, alcalde de Gibraltar, capitán mayor de Úbeda, maestre de Santiago, pero después de los problemas que tuvo con los cortesanos, renunció a muchos de sus títulos a cambio del ducado de Alburquerque y se alejó de la corte. Sin embargo, el hijo Juan II, Enrique IV de Castilla continuará beneficiándolo  nombrándolo conde de Huelma en el mes de agosto de 1474. Tras la muerte del rey, Juan Sahagún apoyó a Isabel de Castilla y Fernando de Aragón durante la guerra civil castellana, pero poco a poco fue decayendo su influencia en la corte. 
Juan de Sahagún escribió el primer tratado dedicado al arte cetrero por un halconero, por un experto de la caza, que lleva por título: El Libro de las aves que cazan. La caza durante la Edad Media no era una actividad de ocio sino una actividad militar que servía al señor para su preparación física y como escuela para conocer mejor sus tierras y  sus gentes. Una modalidad de la caza era la cetrería, que se conocía como la caza con aves.

## Obra
El Libro de las aves que cazan es un tratado medieval de carácter científico – didáctico dedicado al arte de la caza donde se expone el origen, la cría, la instrucción y el método para tratar las enfermedades más frecuentes que pueden afectar a los halcones. El libro comprende tres partes:
- Un prólogo
- Tres tratados:
- El primer tratado consta de veintidós capítulos describe todas las aves aptas de ser utilizadas en la caza, su origen, su repartición, su régimen de vida, sus características generales, su adiestramiento, su alimentación, su cuidado y las  prioridades para saber seleccionarlas.
- El segundo tratado consta de cuarenta y cinco capítulos donde describe las enfermedades internas que puede padecer el halcón, el modo de curarlas y cuáles son los fármacos más benignos.
- El tercer tratado consta de cincuenta y tres capítulos donde describe las enfermedades externas.
- Una carta de dedicatoria y gratitud.

-Y el índice de los fármacos nombrados a lo largo de toda la obra, conteniendo la forma de administración y el beneficio que se obtiene con ellos.                                                 
El libro de las aves que cazan fue la primera obra de la literatura cinegética española que fue glosada  por un diestro cetrero,  don Beltrán de la Cueva, primer duque de Alburqueque y favorito de Enrique IV. En estas glosas se inscribe el primer trabajo crítico sobre el conocimiento y la práctica de la caza, siempre apoyado en la experiencia.